# Ноксвілл (Вірджинія)
Ноксвілл (англ. Nokesville) — переписна місцевість (CDP) в США, в округах Принс-Вільям і Фокір штату Вірджинія. Населення — 1619 осіб (2020).

## Географія
Ноксвілл розташований за координатами 38°41′35″ пн. ш. 77°34′35″ зх. д. / 38.69306° пн. ш. 77.57639° зх. д. (38.692987, -77.576440).  За даними Бюро перепису населення США в 2010 році переписна місцевість мала площу 25,04 км², з яких 24,89 км² — суходіл та 0,15 км² — водойми.

## Демографія
Згідно з переписом 2010 року, у переписній місцевості мешкали 1354 особи в 488 домогосподарствах у складі 382 родин. Густота населення становила 54 особи/км².  Було 511 помешкання (20/км²).
Расовий склад населення:
| - 90,8 % — білих - 3,2 % — чорних або афроамериканців - 1,9 % — азіатів - 0,4 % — корінних американців - 1,5 % — осіб інших рас |

До двох чи більше рас належало 2,2 %. Частка іспаномовних становила 5,2 % від усіх жителів.
За віковим діапазоном населення розподілялося таким чином: 24,2 % — особи молодші 18 років, 61,3 % — особи у віці 18—64 років, 14,5 % — особи у віці 65 років та старші. Медіана віку мешканця становила 42,6 року. На 100 осіб жіночої статі у переписній місцевості припадало 101,8 чоловіків;  на 100 жінок у віці від 18 років та старших — 101,8 чоловіків також старших 18 років.
Середній дохід на одне домашнє господарство  становив 113 228 доларів США (медіана — 104 125), а середній дохід на одну сім'ю — 119 641 долар (медіана — 106 250). За межею бідності перебувало 1,0 % осіб, у тому числі 0,0 % дітей у віці до 18 років та 0,0 % осіб у віці 65 років та старших.
Цивільне працевлаштоване населення становило 956 осіб. Основні галузі зайнятості: науковці, спеціалісти, менеджери — 19,7 %, освіта, охорона здоров'я та соціальна допомога — 17,5 %, мистецтво, розваги та відпочинок — 12,1 %, роздрібна торгівля — 8,3 %.